# Asquith (Saskatchewan)
Asquith ist eine Kleinstadt in der Provinz Saskatchewan in Kanada. Sie liegt innerhalb der Gemeinde Vanscoy No. 345 ca. 33 km westlich von Saskatoon entfernt. In der Nähe der Ortschaft verläuft der Highway 14.
Die Gegend um den Ort wurde zu Beginn des 20. Jahrhunderts von den kanadischen Pionieren Jennet und Andrew Mather erstmals besiedelt. 1907 erhielt Asquith den Status als Dorf (Village), ehe es ein Jahr später zur Stadt ernannt wurde.

## Ortsbild
Asquith ist eine Stadt (Town) mit 639 Menschen (Stand 2016) und dehnt sich auf einer Fläche von 449,6 km² aus. Im Zentrum gibt es zwei Kirchen; die Baptist Church und die United Church sowie eine Pfarrgemeinde. All diese Einrichtungen sind katholische Gotteshäuser. Asquith besitzt einen Kindergarten sowie eine High School. Der Eagle Creek Regional Park im Nordwesten der Stadt nahe dem Highway 376 ist ein beliebtes Ausflugsziel. Zudem bietet die Ortschaft eine Vielzahl an Freizeit- und Erholungsmöglichkeiten.
Die Landwirtschaft stellt mit 90 % den Haupterwerbszweig dar. Viele der in Asquith lebenden Menschen arbeiten im 33 km entfernten Saskatoon. Ein weiterer Arbeitsstandort ist die naheliegende Kalimiene.

## Demografie
Nach Angaben der Volkszählung aus dem Jahr 2006 hatte Asquith ca. 576 Einwohner. Bis zum Jahr 2011 stieg diese Zahl um 4,7 % von 576 auf 603 an. Dabei vergrößerte sich zugleich auch die Fläche von 469,4 km² auf 491,4 km². Laut der letzten Zählung von 2016 wohnen aktuell 639 Menschen in Asquith.